# Судан (регион)

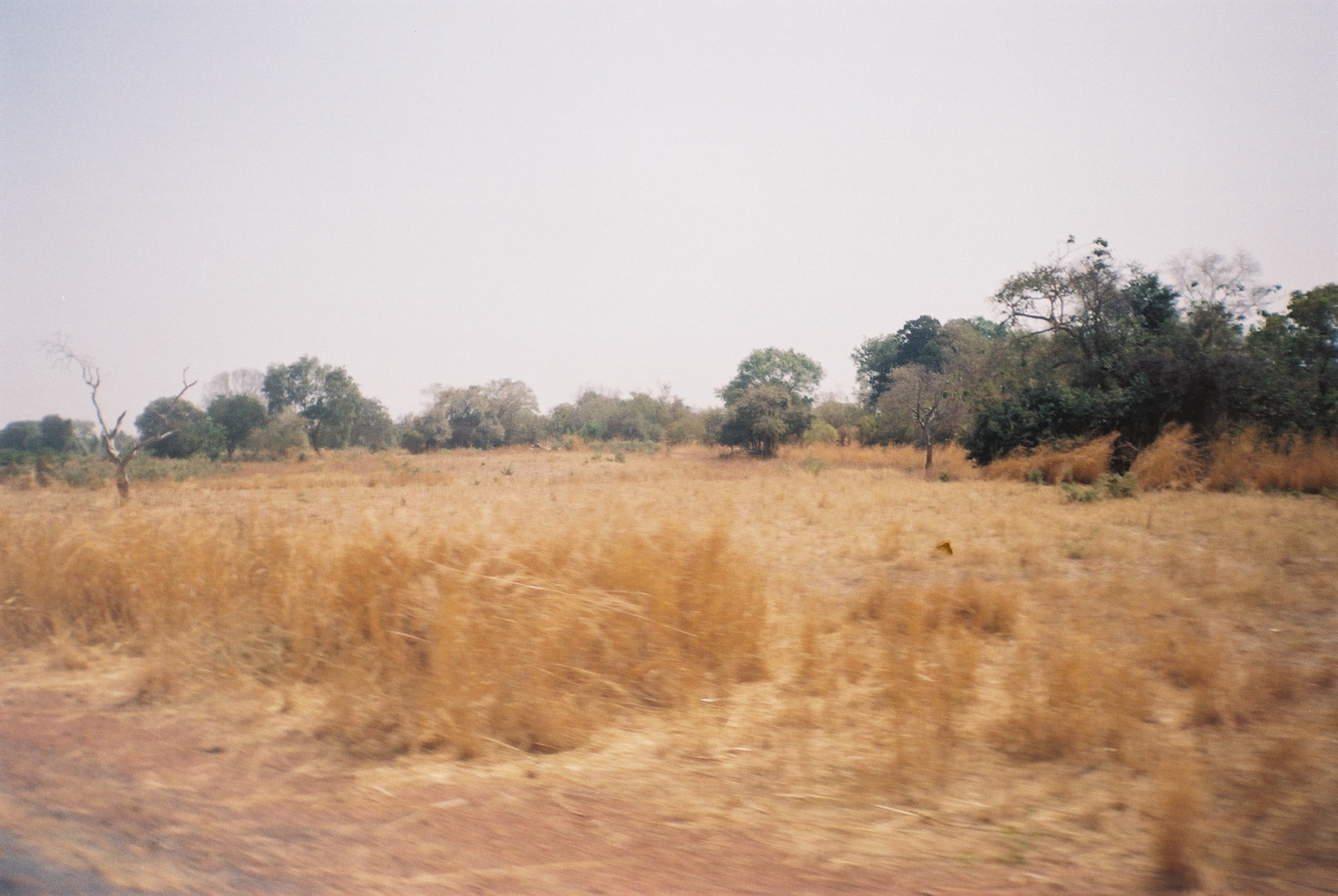
Типичный ландшафт Судана

Суда́н (с араб. بِلَادُ السُّوْدَان‎ bilâd as-sûdân, буквально «страна чёрных») — северная часть центральной Африки, к югу от Сахары до 5° северной широты. От Сенегала с запада до Эфиопии на востоке и Кении на юге. Благодаря благоприятному климату в 1-м тысячелетии до н. э. и в 1-м тысячелетии н. э. в Судане проживало более половины населения всей Африки. Площадь около 5 млн км². Пограничная зона между Суданом и Сахарой называется Сахель.

## Субрегионы
Делится на:

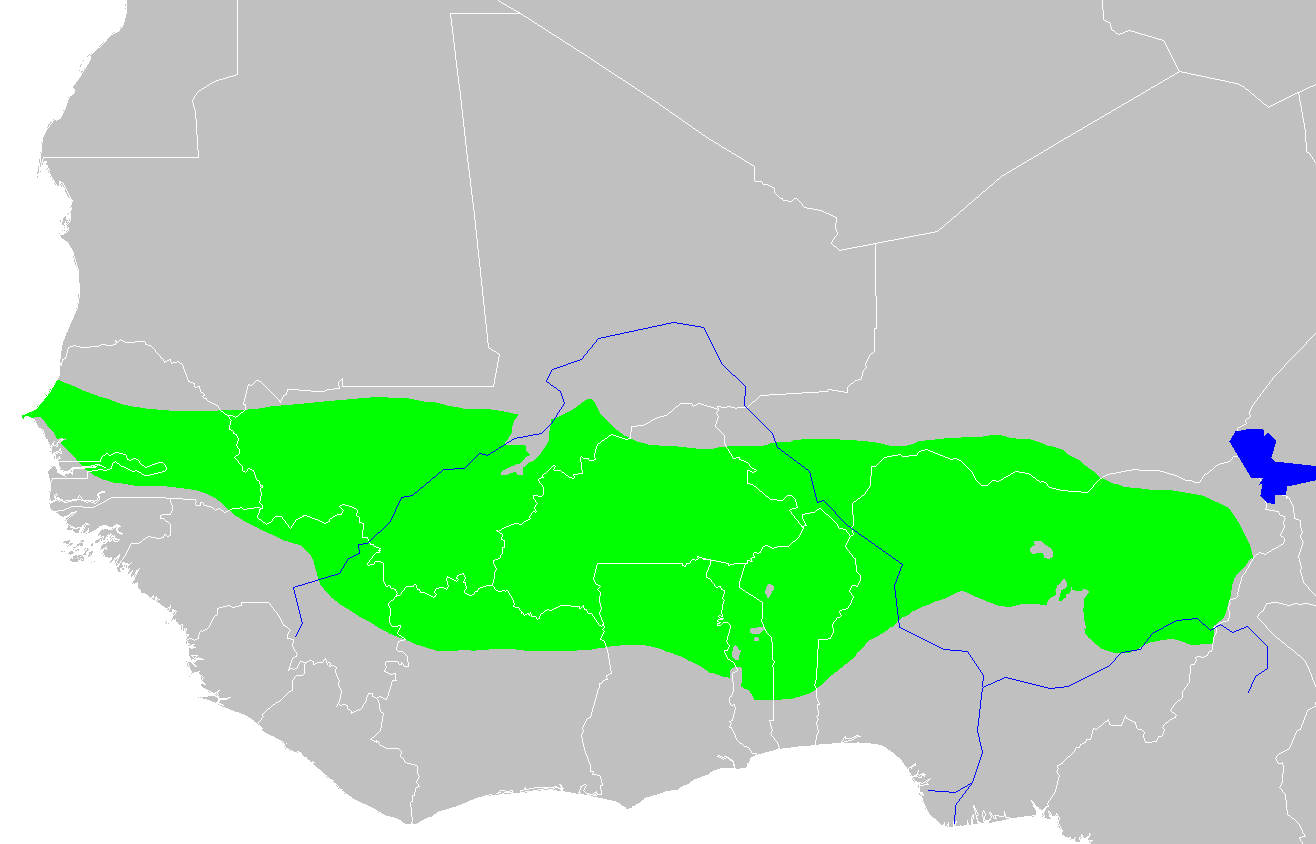
Западно-суданская саванна в Западной Африке

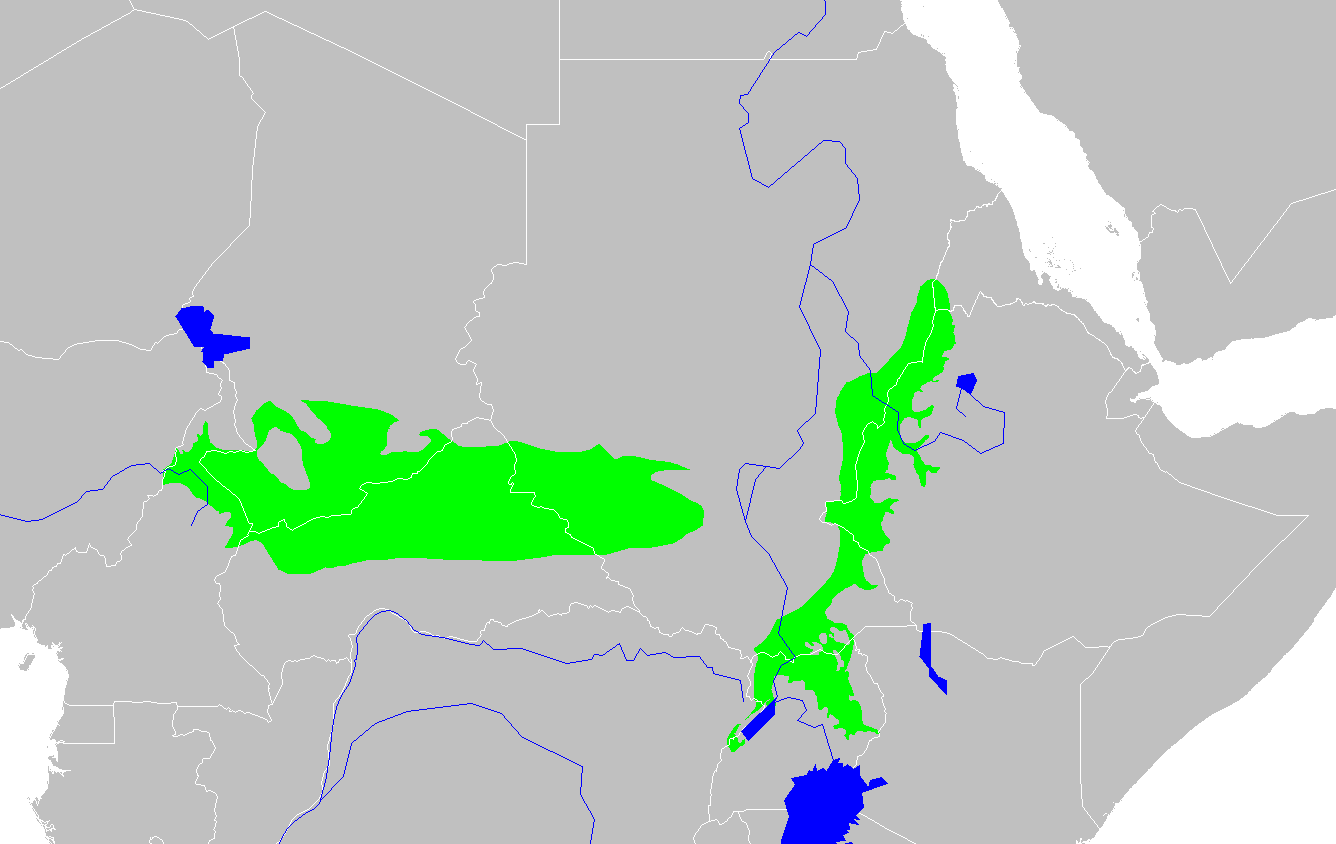
Восточно-суданская саванна в Центральной и Восточной Африке

- высокий Судан на западе, гористая область от Гвинейского залива до плато Дарфур; высокий Судан включает в себя две исторические области:
  - Западный Судан (территории Буркина-Фасо, центрального и южного Мали, части Нигера, Гвинеи, Ганы, Кот-д'Ивуара и Мавритании).
  - Центральный Судан (часть территорий государств Нигер и Чад).

Западный Судан (до озера Чад), Центральный Судан (от озера Чад до границ Республики Судан и Республики Южный Судан), Восточный Судан (территория республик Судан и Южный Судан до Белого Нила).
Западный и Центральный Судан (природные области в Африке), близкие в историко-этнографическом отношении, часто объединяют в единый культурный регион.
- низменный Судан на востоке до границы с Эфиопией (в исторической области Восточный Судан, в основном соответствует современному государству Южный Судан).

## Климат

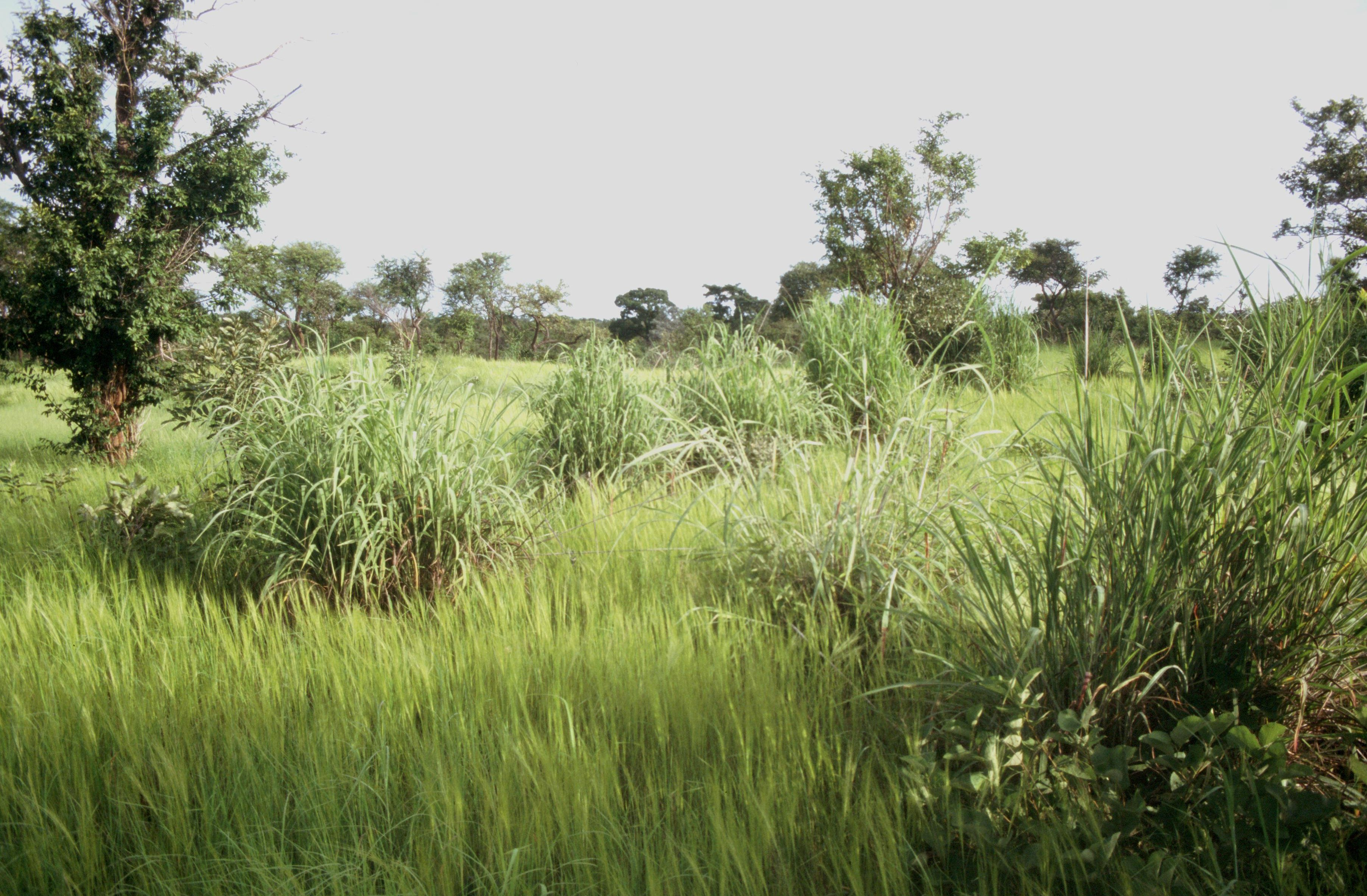
Западно-Суданская саванна, Резерв партиель де Пама в Буркина-Фасо

Климат региона субэкваториальный, муссонный. Зимой действует северо-восточный пассат (зимний муссон), часто называемый харматтаном, преобладает континентальный тропический воздух, стоит жаркая сухая погода. Средняя температура самого холодного месяца от +20 до +26 °C. Большую часть Судана занимает типичная саванна, сменяющаяся на юге высокотравной (высота трав до 5 м) саванной и листопадно-вечнозелёными лесами. Западный Судан хорошо орошён (озеро Чад) и плодороден. Восточный имеет степной и пустынный характер.

## Население
Наиболее многочисленные этнические группы — манде, джолофы, сонгаи, хауса, борну, багирми и другие; ряд народов исповедует ислам.